# Roberto Caínzo
Roberto Caínzo Ocaranza (ur. 13 kwietnia 1931 w Tucumán, zm. 20 września 2016 w La Paz) – argentyński piłkarz naturalizowany w Boliwii, obrońca. Nosił przydomek El Pocho.
Urodzony w Tucumán Cainzo w 1952 roku przeniósł się do Boliwii, gdzie początkowo grał w klubie Club Always Ready, po czym w 1954 roku został graczem klubu Municipal La Paz. Po przyjęciu obywatelstwa boliwijskiego został reprezentantem nowej ojczyzny.
Latem 1961 roku wziął udział w eliminacjach do finałów mistrzostw świata w 1962 roku. Cainzo zagrał w obu meczach z Urugwajem.
Razem z klubem Municipal wziął udział w turnieju Copa Libertadores 1962. Klub Municipal zajął w swojej grupie ostatnie, 3. miejsce. Cainzo miał okazję zagrać przeciwko królowi futbolu Pelé, który grał wówczas w Santosie FC.
Jako piłkarz klubu Municipal wziął udział w turnieju Copa América 1963, gdzie Boliwia zdobyła tytuł mistrza Ameryki Południowej. Cainzo zagrał w pięciu meczach – z Ekwadorem, Peru, Paragwajem, Argentyną i Brazylią.
Jako piłkarz klubu Club The Strongest wziął udział w turnieju Copa Libertadores 1965. W swojej grupie The Strongest zajął drugie miejsce za argentyńskim klubem Club Atlético Boca Juniors i odpadł z turnieju.
W lecie 1965 roku wziął udział w eliminacjach do finałów mistrzostw świata w 1966 roku. Cainzo zagrał w czterech meczach – dwóch z Paragwajem i dwóch z Argentyną.